# Das neue Lied
Das neue Lied ist eine Erzählung von Arthur Schnitzler, die am 23. April 1905 in der Tageszeitung Neue Freie Presse in Wien erschien.

## Inhalt
Im Sommer war Karl Breiteneder, der Sohn eines Drechslers, mit seinem Mädel, der Marie Ladenbauer, am liebsten allein gewesen. Marie, „ein gutmütiges Geschöpf“, das an Karl hing, „ohne viel Worte zu machen“, trat in der Volkssängergesellschaft ihrer Eltern in einem Wiener Vorort als Solistin auf. Somit ergaben sich für Karl und Marie an den Wochenenden genug Gelegenheiten des Beisammenseins in größerer Gesellschaft. Zudem suchte Karl regelmäßig die Familie Maries auf und verbrachte dort Stunden.
Im Winter dann erkrankte Marie schwer und verlor später als Folge der Krankheit das Augenlicht.
Nun soll die Blinde das erste Mal nach ihrer Genesung wieder öffentlich auftreten. Der Kapellmeister Rebay hat eigens für Marie ein Lied geschrieben, das ihr Leid genau trifft:
„Wie wunderschön war es doch früher auf der Welt, – Wo die Sonn' mir hat g'schienen auf Wald und auf Feld, – Wo i Sonntag mit mein' Schatz spaziert bin aufs Land – Und er hat mich aus Lieb nur geführt bei der Hand. – Jetzt geht mir die Sonn' nimmer auf und die Stern', – Und das Glück und die Liebe, die sind mir so fern!“
Karl hatte nämlich wochenlang gezögert, der Kranken einen Besuch abzustatten; hatte sich aber nie zu dem Schritt überwinden können. Nun, nach Maries erfolgreichem Comeback, macht Karl den ersten Wiederannäherungsversuch. Genauer, er bringt bei der Gelegenheit kein einziges Wort hervor, obwohl ihn die Blinde dreimal ganz lieb dazu ermuntert. Marie verwindet das nicht. Sie stiehlt sich davon und wählt den Freitod.

## Rezeption
- Als Karl seine Liebe zu Marie beweisen muss, besteht er diese Prüfung nicht.[3] Schnitzler spricht den Versager Karl nicht schuldig.[4]
- Die Frage nach der Schuld Karl Breiteneders und die Frage nach der Sentimentalität in Schnitzlers Prosa wirft Sprengel kurz auf.[5]